# Мараш (эялет)
Эялет Мараш или Дулкадирский (Зулькадарский) пашалык (осман. ایالت ذو القادریه / دولقادر ‎)  — административно-территориальная единица Османской империи. Существовал в 1522—1864 годах с площадью 200,340 км². Образовавшийся в результате присоединения Дулкадирского (Зулькадарского) бейлика. В 1864 году вошёл в состав вилайетов Диярбекир и Алеппо.

## История
Дулкадирский бейлик, пользуясь выгодным географическим положением, длительное время смог сохранить свою независимость. Лишь в 1515 году признал превосходство османского султана Селима I Явуза. В 1522 году преобразован в бейлербейство (с 1590 года становится эялетом). Сначала возглавляли эту провинцию бывшие правители бейлика. В 1530-х годах здесь распространилась тимарная система.
В 1620-х годах местным армянам предоставлена автономия в обмен на помощь в усмирении восстания туркоманов. Во времена кризиса 1630—1640-х лет Мараш стал одним из немногих эялетов, который контролировался центральным правительством. Учитывая важное положение сюда назначались опытные военные. С конца 1770-х годов паша Мараша также становился пашей Диярбекрского эялета, назначая сюда своих представителей (мутесилимив).
С конца 1780-х годов паши Мараша стали независимыми правителями, активно воевали с соседними пашами. Впрочем, в 1818 году вновь оказались в подчинении центрального правительства. В 1830-х годах паша Мараша сумел отбить попытку египетского отряда Ибрагима-паши занять провинцию. В 1862 году вспыхнуло восстание армян, что перекинулось и на соседние эялеты. В конце концов благодаря вмешательству французского императора Наполеона III удалось достичь мира в обмен на расширение армянской автономии. В 1864—1865 годах подавлено восстание тюркского племени козаноглу.
В 1864 году в рамках административно-территориальной реформы эялет Мараш разделено между вилайетами Алеппо и Диярбакир.

## Структура
Состоял из 4 санджаков: Мараш, Малатья, Кадирли, Газиантеп. Доход от хаси бейлербея (потом паши) составил 628.450 акче, санджакбеев колебался от 300 до 500 тыс. акче. Всего было образовано 2140 тимаров и 29 зеаметов. Марашский эялет мог выставить 2582 сипаха-конника.